# دائرة قمار
دائرة قمار هي إحدى دوائر ولاية الوادي الجزائرية.